# Scoglio Spinazzola
Lo Scoglio Spinazzola è uno scoglio italiano appartenente all'arcipelago delle isole Eolie, in Sicilia. Appartiene amministrativamente a Lipari, comune italiano della città metropolitana di Messina
È classificato nella lista Italian Islands Award (IIA) stilata dall'Associazione Radioamatori Italiani con il codice E014.

## Geografia
L'isolotto, ampio 5.500 metri quadrati (0,0055 km²) e alto 79 metri, si trova accanto all'isola di Basiluzzo, nel miniarcipelago dell'isola di Panarea, ed è caratterizzato da ripide scogliere a picco sul mare, tanto che non ci sono punti per lo sbarco né terreno coltivabile. È popolato dalla lucertola campestre (Podarcis sicula).

## Storia

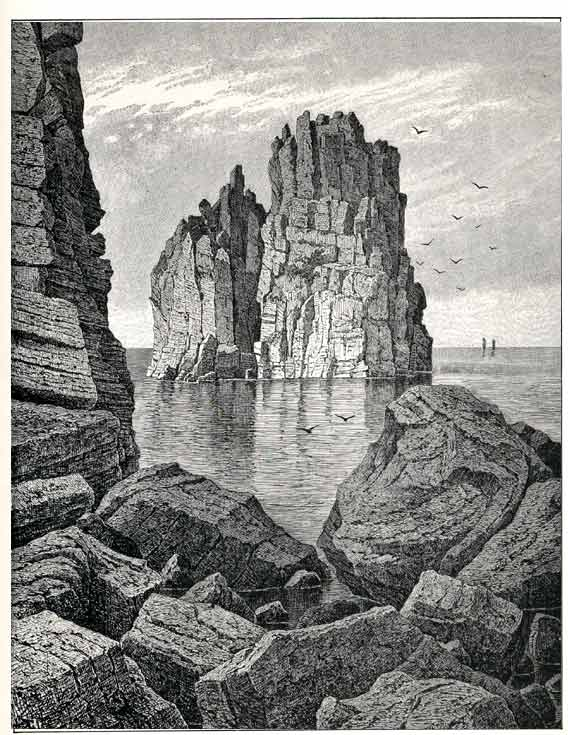
Spinazzola visto da Basiluzzo (disegno del 1895)

Lo scoglio Spinazzola si è formato circa 50.000 anni fa, ed è molto probabile che in epoca antica esso fosse unito al vicino Basiluzzo, prima che l'erosione degli agenti atmosferici lo separasse in un'isoletta autonoma. Nel 1991 è stato dichiarato Riserva naturale integrale, insieme agli altri scogli di Panarea, con divieto di sbarco se non per scopi scientifici.
Spinazzola è salito agli onori delle cronache nel settembre 1997, quando si diffuse la notizia (rivelatasi poi infondata) che lo scoglio stesse per essere intitolato alla principessa Diana Spencer, morta pochi giorni prima, che più volte si era tuffata da quello scoglio durante le sue visite alle Eolie.